# Sami Helenius
Sami Helenius, född 22 januari 1974 i Helsingfors, är en finländsk före detta professionell ishockeyback som tillbringade sex säsonger i den nordamerikanska ishockeyligan National Hockey League (NHL), där han spelade för Calgary Flames, Tampa Bay Lightning, Colorado Avalanche, Dallas Stars och Chicago Blackhawks. Han producerade sex poäng (två mål och fyra assists) samt drog på sig 260 utvisningsminuter på 155 grundspelsmatcher.
Helenius spelade även för Jokerit, Reipas Lahti, Ilves och Pelicans i Liiga; Saint John Flames, Hershey Bears och Utah Grizzlies i American Hockey League (AHL) samt Las Vegas Thunder och Chicago Wolves i International Hockey League (IHL).
Han var känd som en extremt defensiv back men även som en slagskämpe.
Helenius draftades av Calgary Flames i femte rundan i 1992 års draft som 102:a spelare totalt.
Efter spelarkarriären har han bland annat varit tränare för Estlands herrjuniorlandslag vid U18-världsmästerskapet 2013, juniorvärldsmästerskapen 2014 och 2015. Helenius har också varit assisterande tränare för Kookoo mellan 2022 och 2024.
Han är far till Samuel Helenius.

## Statistik
| 1992–1993    | Jokerit             | Liiga        | 1   | 0 | 0  | 0  | 0    | —  | — | — | — | —  |
| 1993–1994    | Reipas Lahti        | Liiga        | 37  | 2 | 3  | 5  | 46   | 6  | 0 | 0 | 0 | 16 |
| 1994–1995    | Saint John Flames   | AHL          | 69  | 2 | 5  | 7  | 217  | —  | — | — | — | —  |
| 1995–1996    | Saint John Flames   | AHL          | 68  | 0 | 3  | 3  | 231  | 10 | 0 | 0 | 0 | 0  |
| 1996–1997    | Calgary Flames      | NHL          | 3   | 0 | 1  | 1  | 0    | —  | — | — | — | —  |
|              | Saint John Flames   | AHL          | 72  | 5 | 10 | 15 | 218  | 2  | 0 | 0 | 0 | 0  |
| 1997–1998    | Saint John Flames   | AHL          | 63  | 1 | 2  | 3  | 185  | —  | — | — | — | —  |
|              | Las Vegas Thunder   | IHL          | 10  | 0 | 1  | 1  | 19   | 4  | 0 | 0 | 0 | 25 |
| 1998–1999    | Calgary Flames      | NHL          | 4   | 0 | 0  | 0  | 0    | —  | — | — | — | —  |
|              | Chicago Wolves      | IHL          | 4   | 0 | 0  | 0  | 11   | —  | — | — | — | —  |
|              | Tampa Bay Lightning | NHL          | 4   | 1 | 0  | 1  | 15   | —  | — | — | — | —  |
|              | Las Vegas Thunder   | IHL          | 42  | 2 | 3  | 5  | 193  | —  | — | — | — | —  |
|              | Hershey Bears       | AHL          | 8   | 0 | 0  | 0  | 29   | 5  | 0 | 0 | 0 | 16 |
| 1999–2000    | Colorado Avalanche  | NHL          | 33  | 0 | 0  | 0  | 46   | —  | — | — | — | —  |
|              | Hershey Bears       | AHL          | 12  | 0 | 1  | 1  | 31   | 9  | 0 | 0 | 0 | 40 |
| 2000–2001    | Dallas Stars        | NHL          | 57  | 1 | 2  | 3  | 99   | 1  | 0 | 0 | 0 | 0  |
| 2001–2002    | Dallas Stars        | NHL          | 39  | 0 | 0  | 0  | 58   | —  | — | — | — | —  |
| 2002–2003    | Dallas Stars        | NHL          | 5   | 0 | 0  | 0  | 6    | —  | — | — | — | —  |
|              | Utah Grizzlies      | IHL          | 4   | 0 | 0  | 0  | 14   | —  | — | — | — | —  |
|              | Chicago Blackhawks  | NHL          | 10  | 0 | 1  | 1  | 28   | —  | — | — | — | —  |
| 2003–2004    | Jokerit             | Liiga        | 55  | 0 | 1  | 1  | 103  | —  | — | — | — | —  |
| 2004–2005    | Ilves               | Liiga        | 53  | 0 | 0  | 0  | 162  | 7  | 0 | 2 | 2 | 4  |
| 2005–2006    | Pelicans            | Liiga        | 53  | 1 | 3  | 4  | 151  | —  | — | — | — | —  |
| 2006–2007    | Pelicans            | Liiga        | 53  | 1 | 0  | 1  | 126  | 6  | 0 | 0 | 0 | 2  |
| 2007–2008    | Jokerit             | Liiga        | 49  | 1 | 6  | 7  | 198  | 13 | 0 | 0 | 0 | 29 |
| 2008–2009    | Jokerit             | Liiga        | 45  | 0 | 0  | 0  | 76   | 2  | 0 | 0 | 0 | 2  |
| 2009–2010    | Jokerit             | Liiga        | 14  | 0 | 0  | 0  | 20   | —  | — | — | — | —  |
|              | Pelicans            | Liiga        | 33  | 0 | 2  | 2  | 172  | —  | — | — | — | —  |
| NHL totalt   | NHL totalt          | NHL totalt   | 155 | 2 | 4  | 6  | 260  | 1  | 0 | 0 | 0 | 0  |
| Liiga totalt | Liiga totalt        | Liiga totalt | 394 | 5 | 15 | 20 | 1054 | 34 | 0 | 2 | 2 | 53 |
| AHL totalt   | AHL totalt          | AHL totalt   | 296 | 8 | 21 | 29 | 925  | 26 | 0 | 0 | 0 | 65 |
| IHL totalt   | IHL totalt          | IHL totalt   | 56  | 2 | 4  | 6  | 223  | 4  | 0 | 0 | 0 | 25 |

### Internationellt
| Källa:        | Källa:        | Källa:        |         | Utv = Utvisningsminuter | Utv = Utvisningsminuter | Utv = Utvisningsminuter | Utv = Utvisningsminuter | Utv = Utvisningsminuter |
| År            | Lag           | Mästerskap    | Matcher | Mål                     | Assists                 | Poäng                   | Utv                     |                         |
| ------------- | ------------- | ------------- | ------- | ----------------------- | ----------------------- | ----------------------- | ----------------------- | ----------------------- |
| 1992          | Finland       | JEM           | 6       | 0                       | 0                       | 0                       | 22                      |                         |
| 1993          | Finland       | JVM           | 7       | 0                       | 1                       | 1                       | 6                       |                         |
| 2003          | Finland       | VM            | 2       | 0                       | 0                       | 0                       | 0                       |                         |
| Junior totalt | Junior totalt | Junior totalt | 13      | 0                       | 1                       | 1                       | 28                      |                         |
| Senior totalt | Senior totalt | Senior totalt | 2       | 0                       | 0                       | 0                       | 0                       |                         |